# Gran Premio motociclistico della Comunità Valenciana 2006
Il Gran Premio motociclistico della Comunità Valenciana 2006 corso il 29 ottobre, è stato il diciassettesimo e ultimo Gran Premio della stagione 2006 e ha visto vincere: la Ducati di Troy Bayliss nella MotoGP, Alex De Angelis nella classe 250 e Héctor Faubel nella classe 125.

## MotoGP
Troy Bayliss, fresco vincitore del campionato mondiale Superbike, si trovò a dover sostituire per la terza volta in carriera un pilota infortunato, in questo caso Sete Gibernau, pilota ufficiale Ducati Marlboro. Fin dalle prove del venerdì mattina fu veloce, conquistò il secondo posto in griglia e vinse la gara. La vittoria fu una vera impresa in quanto l'australiano non guidava una MotoGP da quando aveva lasciato la categoria l'anno prima, ed inoltre era alla sua prima uscita assoluta con le gomme Bridgestone.
Con il terzo posto ottenuto in questa gara Nicky Hayden, preceduto sul traguardo anche da Loris Capirossi sulla seconda Ducati, vinse il suo primo titolo mondiale, sopravanzando in classifica generale Valentino Rossi, caduto nelle fasi iniziali della gara e giunto tredicesimo sul traguardo. Lo statunitense riuscì a fermare la striscia vincente del pilota italiano, che si interruppe dopo cinque titoli mondiali consecutivi.

### Arrivati al traguardo

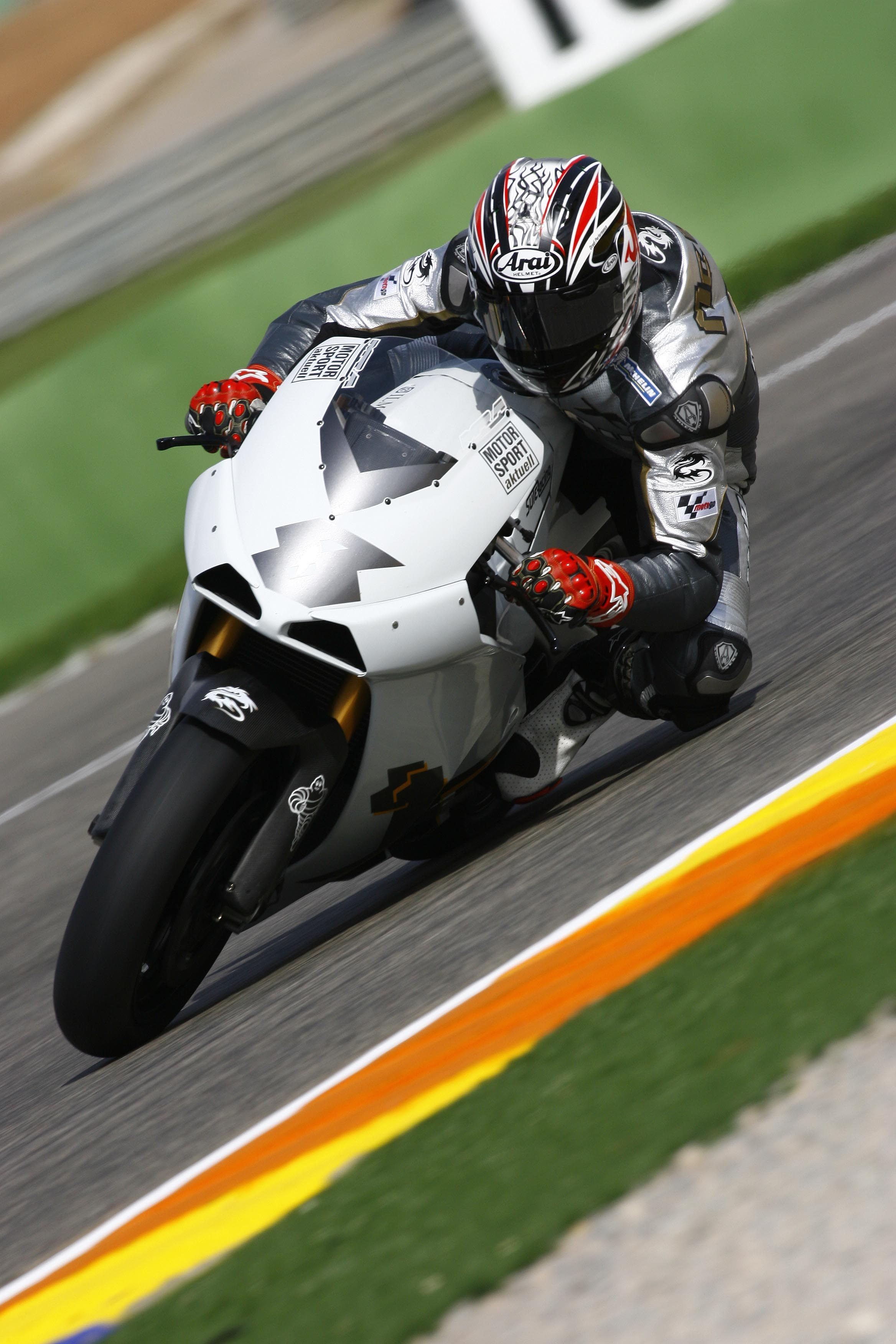
La Ilmor X3 di McCoy durante il GP

| Pos | Nº | Pilota           | Squadra              | Motocicletta | Giri | Tempo     | Griglia | Punti |
| --- | -- | ---------------- | -------------------- | ------------ | ---- | --------- | ------- | ----- |
| 1   | 12 | Troy Bayliss     | Ducati Marlboro      | Ducati       | 30   | 46:55.415 | 2       | 25    |
| 2   | 65 | Loris Capirossi  | Ducati Marlboro      | Ducati       | 30   | +1.319    | 3       | 20    |
| 3   | 69 | Nicky Hayden     | Repsol Honda         | Honda        | 30   | +9.230    | 5       | 16    |
| 4   | 26 | Daniel Pedrosa   | Repsol Honda         | Honda        | 30   | +12.065   | 6       | 13    |
| 5   | 33 | Marco Melandri   | Fortuna Honda        | Honda        | 30   | +16.306   | 12      | 11    |
| 6   | 24 | Toni Elías       | Fortuna Honda        | Honda        | 30   | +17.390   | 13      | 10    |
| 7   | 56 | Shin'ya Nakano   | Kawasaki Racing      | Kawasaki     | 30   | +19.329   | 4       | 9     |
| 8   | 10 | Kenny Roberts Jr | Team Roberts         | KR211V       | 30   | +23.174   | 14      | 8     |
| 9   | 5  | Colin Edwards    | Camel Yamaha         | Yamaha       | 30   | +26.072   | 10      | 7     |
| 10  | 7  | Carlos Checa     | Tech 3 Yamaha        | Yamaha       | 30   | +28.194   | 16      | 6     |
| 11  | 21 | John Hopkins     | Rizla Suzuki         | Suzuki       | 30   | +29.364   | 9       | 5     |
| 12  | 6  | Makoto Tamada    | Konica Minolta Honda | Honda        | 30   | +29.707   | 15      | 4     |
| 13  | 46 | Valentino Rossi  | Camel Yamaha         | Yamaha       | 30   | +38.546   | 1       | 3     |
| 14  | 77 | James Ellison    | Tech 3 Yamaha        | Yamaha       | 30   | +1:20.013 | 19      | 2     |
| 15  | 8  | Garry McCoy      | Ilmor SRT            | Ilmor X3     | 23   | +7 giri   | 20      | 1     |

### Ritirati
| Nº | Pilota            | Squadra         | Motocicletta | Giri | Griglia |
| -- | ----------------- | --------------- | ------------ | ---- | ------- |
| 27 | Casey Stoner      | Honda LCR       | Honda        | 23   | 7       |
| 71 | Chris Vermeulen   | Rizla Suzuki    | Suzuki       | 13   | 8       |
| 30 | José Luis Cardoso | Pramac d'Antín  | Ducati       | 12   | 18      |
| 66 | Alex Hofmann      | Pramac d'Antín  | Ducati       | 9    | 17      |
| 17 | Randy de Puniet   | Kawasaki Racing | Kawasaki     | 5    | 11      |

## Classe 250

### Arrivati al traguardo
| Pos | Nº | Pilota               | Squadra                     | Motocicletta | Giri | Tempo     | Griglia | Punti |
| --- | -- | -------------------- | --------------------------- | ------------ | ---- | --------- | ------- | ----- |
| 1   | 7  | Alex De Angelis      | Master - MVA Aspar          | Aprilia      | 27   | 43:52.247 | 3       | 25    |
| 2   | 15 | Roberto Locatelli    | Team Toth                   | Aprilia      | 27   | +4.524    | 4       | 20    |
| 3   | 80 | Héctor Barberá       | Fortuna Aprilia             | Aprilia      | 27   | +9.551    | 6       | 16    |
| 4   | 48 | Jorge Lorenzo        | Fortuna Aprilia             | Aprilia      | 27   | +11.366   | 2       | 13    |
| 5   | 6  | Alex Debón           | Aprilia Racing              | Aprilia      | 27   | +14.957   | 10      | 11    |
| 6   | 73 | Shūhei Aoyama        | Repsol Honda                | Honda        | 27   | +17.621   | 8       | 10    |
| 7   | 34 | Andrea Dovizioso     | Humangest Racing            | Honda        | 27   | +18.505   | 7       | 9     |
| 8   | 54 | Manuel Poggiali      | Red Bull KTM                | KTM          | 27   | +18.846   | 11      | 8     |
| 9   | 52 | David De Gea         | Repsol Honda                | Honda        | 27   | +20.362   | 9       | 7     |
| 10  | 50 | Sylvain Guintoli     | Equipe GP De France - Scrab | Aprilia      | 27   | +24.257   | 13      | 6     |
| 11  | 96 | Jakub Smrž           | Cardion AB Motoracing       | Aprilia      | 27   | +36.071   | 12      | 5     |
| 12  | 25 | Alex Baldolini       | Matteoni Racing             | Aprilia      | 27   | +40.323   | 17      | 4     |
| 13  | 42 | Aleix Espargaró      | Wurth Honda BQR             | Honda        | 27   | +49.222   | 15      | 3     |
| 14  | 37 | Fabricio Perrén      | Stop And Go Racing          | Honda        | 27   | +51.787   | 18      | 2     |
| 15  | 8  | Andrea Ballerini     | Campetella Racing           | Aprilia      | 27   | +53.194   | 23      | 1     |
| 16  | 44 | Tarō Sekiguchi       | Campetella Racing           | Aprilia      | 27   | +57.940   | 21      |       |
| 17  | 31 | Álvaro Molina        | Andalucia-GFC-Mas           | Aprilia      | 27   | +1:16.334 | 19      |       |
| 18  | 23 | Arturo Tizón         | Wurth Honda BQR             | Honda        | 27   | +1:29.704 | 22      |       |
| 19  | 14 | Anthony West         | Kiefer - Bos - Racing       | Aprilia      | 27   | +1:30.923 | 14      |       |
| 20  | 65 | Alessandro Brannetti | Arie Molenaar Racing        | Honda        | 27   | +1:31.558 | 25      |       |
| 21  | 57 | Chaz Davies          | Grillini Racing             | Honda        | 27   | +1:31.982 | 26      |       |
| 22  | 24 | Jordi Carchano       | WTR Blauer USA              | Aprilia      | 26   | +1 giro   | 24      |       |
| 23  | 53 | Santiago Barragán    | Extremadura Junior          | Honda        | 26   | +1 giro   | 30      |       |
| 24  | 22 | Luca Morelli         | Nocable Angaia Racing       | Aprilia      | 26   | +1 giro   | 27      |       |

### Ritirati
| Nº | Pilota            | Squadra                     | Motocicletta | Giri | Griglia |
| -- | ----------------- | --------------------------- | ------------ | ---- | ------- |
| 4  | Hiroshi Aoyama    | Red Bull KTM                | KTM          | 20   | 1       |
| 58 | Marco Simoncelli  | Squadra Corse Metis Gilera  | Gilera       | 12   | 5       |
| 28 | Dirk Heidolf      | Kiefer - Bos - Racing       | Aprilia      | 10   | 16      |
| 45 | Dan Craig Linfoot | Winona Racing               | Honda        | 8    | 29      |
| 85 | Alessio Palumbo   | Matteoni Racing             | Aprilia      | 4    | 28      |
| 16 | Jules Cluzel      | Equipe GP De France - Scrab | Aprilia      | 1    | 20      |

### Non qualificato
| Nº | Pilota         | Squadra          | Motocicletta |
| -- | -------------- | ---------------- | ------------ |
| 55 | Yūki Takahashi | Humangest Racing | Honda        |

## Classe 125

### Arrivati al traguardo
| Pos | Nº | Pilota              | Squadra                    | Motocicletta | Giri | Tempo     | Griglia | Punti |
| --- | -- | ------------------- | -------------------------- | ------------ | ---- | --------- | ------- | ----- |
| 1   | 55 | Héctor Faubel       | Master - MVA Aspar         | Aprilia      | 24   | 40:15.460 | 2       | 25    |
| 2   | 36 | Mika Kallio         | Red Bull KTM               | KTM          | 24   | +1.764    | 5       | 20    |
| 3   | 33 | Sergio Gadea        | Master - MVA Aspar         | Aprilia      | 24   | +1.938    | 3       | 16    |
| 4   | 19 | Álvaro Bautista     | Master - MVA Aspar         | Aprilia      | 24   | +8.646    | 1       | 13    |
| 5   | 52 | Lukáš Pešek         | Derbi Racing               | Derbi        | 24   | +8.673    | 7       | 11    |
| 6   | 42 | Pol Espargaró       | Campetella Racing Junior   | Derbi        | 24   | +12.428   | 6       | 10    |
| 7   | 22 | Pablo Nieto         | Multimedia Racing          | Aprilia      | 24   | +18.925   | 19      | 9     |
| 8   | 14 | Gábor Talmácsi      | Humangest Racing           | Honda        | 24   | +22.058   | 12      | 8     |
| 9   | 75 | Mattia Pasini       | Master - MVA Aspar         | Aprilia      | 24   | +22.102   | 4       | 7     |
| 10  | 1  | Thomas Lüthi        | Elit - Caffe Latte         | Honda        | 24   | +25.405   | 13      | 6     |
| 11  | 18 | Nicolás Terol       | Derbi Racing               | Derbi        | 24   | +25.605   | 11      | 5     |
| 12  | 38 | Bradley Smith       | Repsol Honda               | Honda        | 24   | +28.700   | 23      | 4     |
| 13  | 34 | Esteve Rabat        | Wurth Honda BQR            | Honda        | 24   | +36.206   | 17      | 3     |
| 14  | 71 | Tomoyoshi Koyama    | Malaguti Ajo Corse         | Malaguti     | 24   | +41.651   | 18      | 2     |
| 15  | 8  | Lorenzo Zanetti     | Skilled I.S.P.A. Racing    | Aprilia      | 24   | +41.748   | 20      | 1     |
| 16  | 21 | Mateo Túnez         | Master - MVA Aspar         | Aprilia      | 24   | +45.893   | 26      |       |
| 17  | 20 | Roberto Tamburini   | Matteoni Racing            | Aprilia      | 24   | +46.005   | 22      |       |
| 18  | 11 | Sandro Cortese      | Elit - Caffe Latte         | Honda        | 24   | +47.510   | 9       |       |
| 19  | 24 | Simone Corsi        | Squadra Corse Metis Gilera | Gilera       | 24   | +52.287   | 16      |       |
| 20  | 6  | Joan Olivé          | SSM Racing                 | Aprilia      | 24   | +54.531   | 21      |       |
| 21  | 43 | Manuel Hernández    | Nocable Angaia Racing      | Aprilia      | 24   | +56.966   | 27      |       |
| 22  | 12 | Federico Sandi      | SSM Racing                 | Aprilia      | 24   | +57.995   | 24      |       |
| 23  | 16 | Michele Conti       | Valsir Seedorf Racing      | Honda        | 24   | +1:01.336 | 35      |       |
| 24  | 9  | Michael Ranseder    | Red Bull KTM Junior        | KTM          | 24   | +1:02.918 | 28      |       |
| 25  | 37 | Joey Litjens        | Arie Molenaar Racing       | Honda        | 24   | +1:02.992 | 38      |       |
| 26  | 30 | Pere Tutusaus       | RACC Derbi                 | Derbi        | 24   | +1:04.324 | 33      |       |
| 27  | 90 | Hiroaki Kuzuhara    | WTR Blauer USA             | Aprilia      | 24   | +1:07.021 | 30      |       |
| 28  | 53 | Simone Grotzkyj     | Campetella Racing Junior   | Aprilia      | 24   | +1:08.649 | 29      |       |
| 29  | 25 | Dominique Aegerter  | Multimedia Racing          | Aprilia      | 24   | +1:08.682 | 32      |       |
| 30  | 49 | Kazuma Watanabe     | Humangest Racing           | Honda        | 24   | +1:08.809 | 36      |       |
| 31  | 13 | Dino Lombardi       | 3C Racing                  | Aprilia      | 24   | +1:09.140 | 34      |       |
| 32  | 67 | Blake Leigh-Smith   | Red Bull KTM Junior        | KTM          | 24   | +1:19.944 | 42      |       |
| 33  | 45 | Imre Tóth           | Team Toth                  | Aprilia      | 24   | +1:20.568 | 31      |       |
| 34  | 87 | Roberto Lacalendola | 3C Racing                  | Aprilia      | 24   | +1:31.922 | 43      |       |
| 35  | 40 | Nico Vivarelli      | Malaguti Ajo Corse         | Malaguti     | 24   | +1:31.995 | 31      |       |
| 36  | 77 | Daniel Sáez         | Quinto Almoradi            | Aprilia      | 24   | +1:38.898 | 40      |       |
| 37  | 83 | Clement Dunikowski  | FFM Honda Grand Prix 125   | Honda        | 23   | +1 giro   | 39      |       |

### Ritirati
| Nº | Pilota             | Squadra                  | Motocicletta | Giri | Griglia |
| -- | ------------------ | ------------------------ | ------------ | ---- | ------- |
| 32 | Fabrizio Lai       | Valsir Seedorf Racing    | Honda        | 18   | 14      |
| 35 | Raffaele De Rosa   | Multimedia Racing        | Aprilia      | 11   | 25      |
| 60 | Julián Simón       | Red Bull KTM             | KTM          | 6    | 8       |
| 44 | Karel Abraham      | Cardion AB Motoracing    | Aprilia      | 6    | 15      |
| 54 | Randy Krummenacher | Red Bull ADAC KTM Junior | KTM          | 5    | 10      |
| 78 | Hugo van den Berg  | Varenhof Racing          | Aprilia      | 3    | 37      |